# سرداب مقدس
سرداب مقدس یا سرداب غیبت، زیرزمین خانگی در حرم عسکریین واقع در سامرای عراق  است که به نظر علمای شیعه، علی نقی، حسن عسکری و حجت بن حسن از امامان شیعه در آن به راز و نیاز مشغول بودند و از این رو برای شیعیان مقدس است.
این سرداب در ضلع شمال غربی صحن‌های عسکریین و در پانزده متری بقعه و حرم قرار دارد. این صحن، دارای ۶۰ متر طول و عرض بیست متر است، و شامل ایوان و شبستان نیز می باشد. روی سرداب، مسجدی واقع شده است که به مسجد صاحب مشهور است. بر فراز سرداب، گنبدی کاشی‌کاری نهاده شده است. بر مدخل ورودی سرداب، دری نصب شده که به «باب الغیبة» شهرت یافته و در عقب آن، اتاقی کوچک به طول ۲ متر و عرض ۵٫۱ متر واقع شده که به محل غیبت حجت بن الحسن معروف گردیده است.
در افواه عوام چاهی در آنجا به چاه غیبت مرسوم است و سرداب هم مکان غیبت یا حضور یا ظهور مهدی (امام دوازده شیعه) قلمداد می‌شود که علمای شیعه همه آنرا انکار کرده و بدون مدرک و خرافه می‌دانند.
محدث نوری، می‌گوید: «هرچه ما تفحص کردیم راجع به سرداب چیزی نیافتیم، جز جریان معتضد عباسی که در آن اشاره به سرداب دارد و این قصه را نورالدین جامی در کتاب شواهد النبوة آورده و البته این داستان در کتاب‌های خود اهل سنت آمده و ربطی به ما ندارد».